# Љубав (филм из 2012)
Љубав (фр. Amour) аустријско-француско-немачки је драмски филм на француском језику из 2012. године у режији Аустријанца Михаела Хенекеа.

## Радња
Бригада ватрогасаца проваљује врата стана у Паризу и у њему проналази леш Ане (Емануел Рива) који се налази на кревету, украшен резаним цвећем.
Неколико месеци раније, Ана и њен супруг Жорж (Жан-Луј Тринтињан), обоје пензионисани пијанисти у својим осамдесетим годинама, присуствују наступу једног од бивших Аниних ученика. Следећег јутра, за време доручка, Ана добија тихи мождани удар. Седи у кататоничном стању и не реагује на Жоржове речи. Опоравља се у моменту када је он отишао да потражи помоћ, али се не сећа шта се догодило. Жорж помисли да се шали са њим. Међутим, услед дрхтања руке, она није у стању себи да сипа чај.
Након тога, Ана одлази на операцију блокиране каротидне артерије. Међутим, операција крене наопако, што јој парализује целу десну страну и чини је везану за инвалидска колица. Знајући да ће јој бити све горе, она наговара Жоржа да јој обећа да је никад неће послати у болницу или старачки дом. Он тако постаје Анин савестан, мада помало иритиран неговатељ. Услед погоршавајуће ситуације, Ана једног дана саопштава да више нема жељу за животом.
Ученик чијем наступу су присуствовали сврати код њих који дан касније, а Ана, живахна током посете, Жоржу даје наду да је њено лоше стање привремено. Међутим, она убрзо доживљава други мождани удар, који је оставља приковану за кревет и неспособну да води разумљив разговор. Жорж не одустаје од свакодневне бриге и поред напора који мора да улаже.
Ипак, унајмљује медицинску сестру да долази трипут недељно. Њихова ћерка Ева (Изабел Ипер) са мужем Џефом (Вилијам Шимел) долази из Лондона у посету родитељима и предлаже да Ану пошаљу у дом. Према раније датом обећању, предлог је одбијен. Жорж унајмљује и другу сестру, али је отпушта када открије да она и не брине о Ани. Једног дана, пошто Ана почне да виче да је нешто боли, Жорж прилази њеном кревету и прича јој причу из свог детињства. То је смирује. Када стигне до закључка, краја препричавања догађаја из летњег кампа, узима јастук и гуши Ану њиме.
Након тога одлази у град. Враћа се са букетом цвећа, које исеца да би украсио Анин кревет. Саму Ану облачи у свечану хаљину из ормара и пише јој дуго писмо. Затим лепљивом траком облепљује врата њене собе и хвата голуба који је улетео у стан. У писму објашњава и како је то учинио. Замишља да у кухињи Ана пере судове и спрема се да напусти кућу. Она га позива да изађу заједно и да понесе капут. Он то и чини. Филм се завршава наставком уводне сцене, са Евом, која седи у дневној соби пошто је прошетала кроз сада већ празан дом.

## Улоге
| Глумац            | Улога      |
| ----------------- | ---------- |
| Жан Луј Трентињан | Жорж Лорен |
| Емануел Рива      | Ана Лорен  |
| Изабел Ипер       | Ева Лорен  |
| Вилијам Шимел     | Џеф        |